# 錐角
54°3′S 37°1′W / 54.050°S 37.017°W
錐角（英語：Cone Point），是南極洲的海岬，位於南喬治亞群島，處於藍鯨港入口處東部，在1931年由英國海軍的地圖命名，該海岬由英國海外領土管轄。